# Bessos
Bessos (altgriechisch Βῆσσος; † 329 v. Chr. in Ekbatana) war ein Verwandter des persischen Großkönigs Dareios III. und seit etwa 336 v. Chr. Satrap der Provinz Baktrien (etwa im heutigen Afghanistan). Er war führend an der Ermordung des gegen Alexander den Großen erfolglosen Dareios III. beteiligt, rief sich danach als Artaxerxes zu dessen Nachfolger aus, fiel aber schließlich Alexander in die Hände und wurde hingerichtet.

## Leben

### Laufbahn bis zur Ermordung des Dareios
Bessos gehörte der über das Perserreich herrschenden Dynastie der Achämeniden an. Über sein frühes Leben ist nichts überliefert. Seine Stellung als Satrap von Baktrien verdankte er Dareios III.
Bald nachdem Dareios III. die Schlacht bei Issos gegen Alexander den Großen verloren hatte (November 333 v. Chr.), misstraute er angeblich bereits Bessos und rief diesen daher aus dessen Satrapie zu sich nach Babylon, wo er neue Streitkräfte zur Fortsetzung des Krieges zusammenzog. In der Schlacht von Gaugamela (1. Oktober 331 v. Chr.) war Bessos der Befehlshaber des linken persischen Flügels und kommandierte baktrische Reiter, sogdische Verbände und gepanzerte Saken. Er stand damit dem Makedonenkönig direkt gegenüber, doch liefern die antiken Quellen keine Informationen über seinen persönlichen Anteil am Kampf.
Nach der neuerlichen Niederlage gegen Alexander konnte Dareios III. mit Teilen seiner Armee ostwärts nach Ekbatana entkommen. Neben griechischen Söldnern und anderen Truppen gehörten auch Bessos und seine Reiterei zu den Fluchtbegleitern des persischen Großkönigs. Als der siegreiche makedonische Eroberer Mitte 330 v. Chr. rasch gegen die medische Metropole vorrückte, kam es offenbar zu Kontroversen unter Dareios’ Gefolgsleuten. Einige von diesen, wie der griechische Söldnerführer Patron, plädierten für eine neuerliche militärische Konfrontation mit Alexander. Andere hingegen, wie die hochrangigen Perser Bessos und Nabarzanes, wollten weiter in den Osten flüchten und zogen mit den baktrischen Verbänden in dieser Richtung ab. Daraufhin folgte ihnen Dareios III. mit seinen übrigen Truppen.
Im Verlauf des weiteren Rückzugs waren Bessos, Nabarzanes sowie Barsaentes, der Satrap von Arachosien und Drangiane, nicht mehr bereit, die Oberherrschaft des erfolglosen Dareios III. noch länger zu akzeptieren. Sie setzten ihn gefangen, nachdem er von seinen loyalen Unterstützern verlassen worden war, und führten ihn gefesselt auf einem Wagen mit sich. Die Verschwörer hatten anfangs vor, sich Alexander durch Auslieferung von Dareios III. zu Dank zu verpflichten. Bald kamen ihnen aber Bedenken am Erfolg ihres Vorhabens, und so ließen sie beim Anmarsch makedonischer Truppen den gefangenen Großkönig umbringen (Juli 330 v. Chr.). Anspruch auf dessen Nachfolge konnte am ehesten Bessos erheben, da er zum Königshaus der Achämeniden gehörte und mit Baktrien eine äußerst wichtige Satrapie verwaltete. Aufgrund des schnellen Heranrückens Alexanders suchten die Königsmörder aber zunächst ihr Heil in der Flucht, wobei Bessos nach Baktrien abrückte.

### Bessos als König Artaxerxes
Während Alexander die Verfolgung der Mörder von Dareios III. vorerst bald einstellte, nahm Bessos im Spätsommer oder Herbst 330 v. Chr. in Baktra, der Hauptstadt Baktriens, den Königstitel an und nannte sich nun Artaxerxes (V.). Er trug königliche Insignien wie die Tiara und übte kurzzeitig die Herrschaft über die noch nicht eroberten Gebiete des Ostirans und Zentralasiens aus. Zu seinen Anhängern zählten neben Nabarzanes und Barsaentes u. a. auch Satibarzanes, der Statthalter der im nordöstlichen Persien gelegenen Satrapie Areia, Oxyartes, ein in Sogdien beheimateter Adliger, sowie Spitamenes, ein vornehmer Baktrer oder Sogdianer. Mit Hilfe einiger Verbündeter zog Bessos zur Verteidigung seines Machtbereichs neue Truppen zusammen, von denen insbesondere die baktrische Kavallerie große Kampfkraft besaß. Manche moderne Historiker schätzen Bessos als Aufständischen oder Usurpator ein, folgen aber dabei der Sichtweise des makedonischen Eroberers, der sich als rechtmäßiger Nachfolger des ermordeten Dareios III. betrachtete.
Als Alexander unterdessen nahe beim heutigen Maschhad die Landschaft Areia erreichte, ergab sich ihm Satibarzanes und wurde als Satrap bestätigt, fiel aber wieder ab, als Alexander weiter östlich gegen Bessos marschierte. So wandte der Makedonenkönig sich stattdessen zuerst nach Süden und eroberte das nahe beim heutigen Herat gelegene Artakoana, die Hauptstadt Areias, während Satibarzanes nach Baktrien floh. Beim weiteren Vorrücken besetzte Alexander die südöstlich angrenzenden Satrapien Drangiane und Arachosien und kam schließlich, nun nordöstlich ziehend, an den Südhängen des Hindukusch (Paropamisos) an.
Im Frühjahr 329 v. Chr. überquerte Alexander den Hindukusch östlich des Zentralgebiets von Baktrien und stieg an der Nordseite des Hochgebirges nahe dem Oberlauf des Oxos (heute Amu-Darja) wieder hinab. Bessos hatte inzwischen das Land nördlich des Hindukusch verwüstet, um den Durchzug des Makedonenkönigs durch dieses Gebiet zu hemmen, und weiter westlich Position zu einer militärischen Konfrontation bezogen. Er verwarf den Ratschlag eines Meders namens Bagodaras oder Gobares, sich Alexander zu unterwerfen. Vielmehr zürnte er diesem Meder, der daraufhin zu Alexander floh. Allerdings wartete Bessos dann den Anmarsch der gegnerischen Truppen nicht ab, sondern überließ diesen kampflos seine Satrapie Baktrien und wich selbst über den Oxos zurück. Die Flussboote der Einheimischen ließ er in Brand stecken, um Alexander die Verfolgung zu erschweren, und begab sich nach Nautaka in Sogdien.

### Auslieferung und Hinrichtung
Nach der widerstandslosen Besetzung Baktriens zogen der Makedonenkönig und sein Heer in einem schwierigen Wüstenmarsch an den Oxos und überquerten den breiten Fluss in fünf Tagen auf ledernen Zelthäuten und selbst gebauten Flößen. Nun wurde Bessos, der in den Augen seiner Anhänger als General ähnlich wie seinerzeit Dareios III. versagt hatte, von Spitamenes und Dataphernes gefangengesetzt und Alexander zur Auslieferung angeboten. Letzterer beauftragte seinen Kampfgefährten Ptolemaios, mit einigen Truppenkontingenten loszuziehen und Bessos in Empfang zu nehmen. Über dieses Unternehmen liegt die eigene Darstellung von Ptolemaios, dem späteren ägyptischen König und Alexanderhistoriker, auszugsweise bei Arrian vor. Demnach machte er sich mit drei Hipparchien der Hetairenreiterei, den Agrianen und weiteren Heeresabteilungen auf den Weg zum Übergabeort, erfuhr aber unterwegs, dass Spitamenes und Dataphernes in ihrem Entschluss zur Auslieferung wieder schwankten und ritt daher mit der Kavallerie seiner Infanterie voraus. Er belagerte jenen Ort, in dem Bessos sich aufhielt, und konnte diesen gefangen nehmen. Demgegenüber berichtete Aristobulos, dass Bessos von Spitamenes und Dataphernes persönlich an Ptolemaios übergeben worden sei.
Ptolemaios ließ Bessos nackt und in ein hölzernes Kummet gefesselt am rechten Rand jener Straße absetzen, auf der Alexander mit seinem Heer heranzog. Als dieser bei dem Gefangenen vorbeikam, fragte er ihn nach dessen Motiv für die Ermordung von Dareios III. Bessos suchte sich herauszureden, dass er diese Entscheidung nicht allein, sondern gemeinsam mit seinen Mitverschwörern getroffen hätte. Alexander ordnete aber seine Auspeitschung und anschließende Überführung nach Baktra an. Dort wurde Bessos durch Abschneiden der Ohren und Nase gefoltert und danach Oxyathres, einem Bruder Dareios' III., ausgeliefert. Dieser ließ Bessos nach Ekbatana schaffen und auf äußerst brutale Weise exekutieren. Die genaue Hinrichtungsart geben die Quellen verschieden an; laut Plutarch wurde Bessos zerstückelt, laut Quintus Curtius Rufus hingegen gekreuzigt.